# Gandasari (Kasokandel)
Gandasari is een bestuurslaag in het regentschap Majalengka van de provincie West-Java, Indonesië. Gandasari telt 2538 inwoners (volkstelling 2010).